# 奥尔通库尔
奥尔通库尔（法語：Ortoncourt，法語發音：[ɔʁtɔ̃kuʁ] ⓘ）是法国大東部大區孚日省的一个市镇，属于埃皮纳勒区。

## 地理
奥尔通库尔（48°22'0"N, 6°30'43"E）面积4.39 平方千米，位于法国大東部大區孚日省，该省份为法国东北部内陆省份，北起默兹省和默尔特-摩泽尔省，西接上马恩省，南至上索恩省和贝尔福地区省，东临上莱茵省和下莱茵省。
与奥尔通库尔接壤的市镇（或旧市镇、城区）包括：福孔库尔、阿延维尔、勒安库尔、圣热内斯。

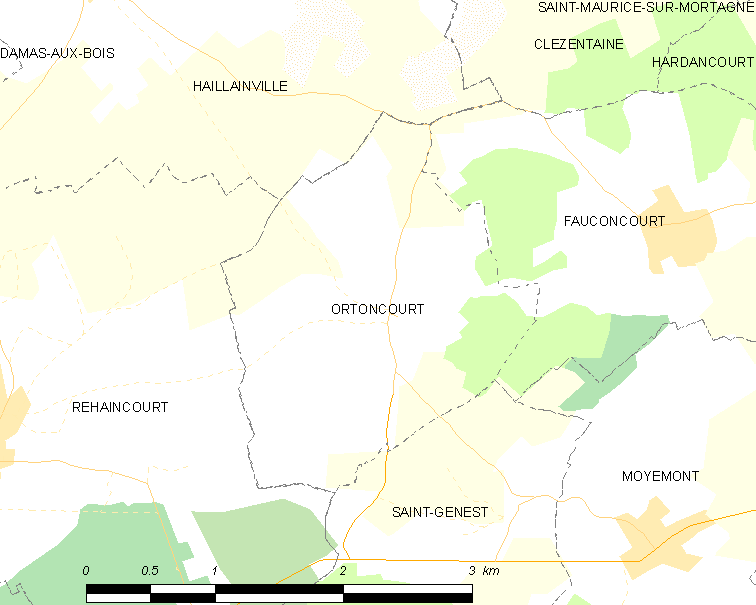
奥尔通库尔的OSM定位图

奥尔通库尔的时区为UTC+01:00、UTC+02:00（夏令时）。

## 行政
奥尔通库尔的邮政编码为88700，INSEE市镇编码为88338。

## 政治
奥尔通库尔所属的省级选区为沙尔姆县。

## 人口

1962-2008年间奥尔通库尔人口变化图示

奥尔通库尔于2022年1月1日时的人口数量为87人。